# Klobuk (Ljubuški, BiH)
Klobuk je naseljeno mjesto u gradu Ljubuškom, Federacija BiH, BiH.

## Ime
Ime je dobio po obliku brežuljka (478 m) koji se nad tim selom visoko diže iz polja, i sa svih strana je strm kao stog sijena. Svojim položajem kao i mentalitetom svojih stanovnika Klobuk je granično područje između Ostatka (Imotske bekije) i Župe (Nahije).
Klobuk ima 12 zaselaka: Kapel Mala, Pržine, Šiljevište, Borajna, Zastražnica, Poljane, Vlake, Čuljkova Njiva, Dabranja, Brdo, Osoje i Drače.

## Povijest
Prema knjizi dr. fra Andrije Nikića: Događajnica Bosne i Hercegovine od 614. – 1918., Mostar 2003. ime Klobuk spominje se: u popisu sela Imotske (nahija Imota) i Ljubuške krajine (nahija Ljubuški) iz godine 1585. spominje se Klobuk ("na Ilindan" selo).

## Stanovništvo

### Popisi 1971. – 1991.
| Klobuk             |                |                |                |
| godina popisa      | 1991.          | 1981.          | 1971.          |
| Hrvati             | 1.555 (98,48%) | 1.721 (98,06%) | 1.974 (99,59%) |
| Muslimani          | 0              | 0              | 1 (0,05%)      |
| Srbi               | 0              | 2 (0,11%)      | 2 (0,10%)      |
| Jugoslaveni        | 0              | 17 (0,96%)     | 0              |
| ostali i nepoznato | 24 (1,51%)     | 15 (0,85%)     | 5 (0,25%)      |
| ukupno             | 1.579          | 1.755          | 1.982          |

### Popis 2013.
| Klobuk             |                |
| godina popisa      | 2013.          |
| Hrvati             | 1.223 (99,27%) |
| Srbi               | 4 (0,32%)      |
| Bošnjaci           | 0              |
| ostali i nepoznato | 5 (0,41%)      |
| ukupno             | 1.232          |

## Poznate osobe
- Zlata Artuković, pjesnikinja
- Andrija Artuković, ustaški časnik
- Jozo Dumandžić
- Zvonimir Remeta
- Petar Barbarić
- don Ivan Musić, vođa ustanka protiv Turaka 1875. – 1878.
- fra Leo Petrović, franjevac